# Nesscliffe
Nesscliffe è un villaggio della contea dello Shropshire, nel nord-ovest dell'Inghilterra.
Il villaggio è percorso dall'autostrada A5 con la sua doppia carreggiata ed è sede di una base delle British Army.
In questo luogo si trova inoltre una grotta (oggi facente parte del Nesscliffe Hill Country Park) utilizzata tra il XV e il XVI secolo dal bandito Humphrey Kynaston.
Rientra nella parrocchia civile del Great Ness.